# Pavlov (Břeclavi járás)
Pavlov település Csehországban, a Břeclavi járásban. Pavlov Klentnice, Horní Věstonice, Dolní Věstonice, Přítluky, Strachotín, Šakvice és Milovice településekkel határos. Lakosainak száma 621 fő (2025. január 1.).

## Népesség
A település lakosságának változását az alábbi diagram mutatja:
| Lakosok száma | 981  | 1117 | 1116 | 608  | 504  | 573  | 580  | 592  | 583  | 621  |
|               | 1869 | 1900 | 1921 | 1961 | 1980 | 2014 | 2017 | 2020 | 2022 | 2025 |